# ژرار روئه
ژرار روئه (فرانسوی: Gérard Rué‎؛ زادهٔ ۷ ژوئیهٔ ۱۹۶۵) دوچرخه‌سوار اهل فرانسه است.
از باشگاه‌هایی که در آن رکاب زده‌است می‌توان به تیم دوچرخه‌سواری سیستم یو اشاره کرد.